# Jean Nichil
Jean Nichil (né le 7 mars 1919 à Toulouse et mort le 1er avril 2008 à Saint-Geniès-Bellevue) est un athlète français, spécialiste du triple saut.

## Biographie
Il est sacré champion de France du triple saut en 1936 et 1939.
Il améliore à quatre reprises le record de France du triple saut : 13,69 m 	le 10 juillet 1938 à Périgueux, 13,88 m le 4 septembre 1938 à Colombes, et 13,89 m puis 14,15 m le 9 juillet 1939 à Tarbes.
Il se classe huitième des championnats d'Europe d'athlétisme 1938.